# Geraldine Chaplin
Geraldine Leigh Chaplin (Santa Mônica, Califórnia, 31 de julho de 1944) é uma atriz anglo-americana. Ela é filha de Charlie Chaplin de sua quarta esposa, Oona O'Neill. Seu primeiro papel de destaque como atriz foi em Doutor Jivago de David Lean, pelo qual foi indicada ao Globo de Ouro de melhor atriz revelação. Geraldine recebeu sua segunda indicação ao prêmio por Nashville de Robert Altman, e uma indicação ao BAFTA por seu papel em Welcome to L.A (1976). Ela interpretou sua avó Hannah Chaplin na cinebiografia Chaplin (1992), pelo qual recebeu sua terceira indicação ao Globo de Ouro.
Também apareceu em uma grande variedade de filmes espanhóis e franceses reconhecidos pela crítica. Estrelou em Retratos da Vida (1981), A Vida É um Romance (1983) e os filmes Noroeste (1976) e O Amor Por Terra (1984) de Jacques Rivette. Foi parceira do diretor Carlos Saura por 12 anos até 1979, estrelando seus filmes Ana e os Lobos (1973), Cría Cuervos (1976), Elisa, Vida Minha (1977) e Mamãe Faz 100 Anos (1979). Ela recebeu o Prêmio Goya por seu papel em Cidade Sem Limites (2002), e foi nomeada novamente por O Orfanato (2007).
Em 2018, ela estrelou em Red Land (Rosso Istria), filme italiano de Maximiliano Hernando Bruno que conta a vida da jovem estudante Norma Cossetto, assassinada pelos guerrilheiros iugoslavos nos massacres das foibas. Em 2019, ela interpretou Wallis, Duquesa de Windsor na terceira temporada da série de drama de época da Netflix, The Crown.

## Biografia
Filha de Charles Chaplin e de sua esposa, Oona O'Neill — filha do dramaturgo Eugene O'Neill (Prêmio Nobel de Literatura e Prêmio Pulitzer)—, nasceu nos Estados Unidos em 1944. Tem dois filhos, Shane Saura (nascida em 1974) e a atriz Oona Castilla Chaplin (nascida em 1986).

## Filmografia
| Ano  | Título (em português)                     | Papel                                     | Nota(s)                                            |
| ---- | ----------------------------------------- | ----------------------------------------- | -------------------------------------------------- |
| 1952 | Luzes da Ribalta                          | Menina na cena de abertura                |                                                    |
| 1965 | O Preço de um Resgate                     | Zelda                                     |                                                    |
| 1965 | Doutor Jivago                             | Tonya Gromeko                             | Indicada–Globo de Ouro de melhor atriz revelação   |
| 1966 | Andremo in città                          | Lenka                                     |                                                    |
| 1967 | A Condessa de Hong Kong                   | Garota dançando                           |                                                    |
| 1967 | Casino Royale                             | Keystone Kop                              | (sem créditos)                                     |
| 1967 | Rasputin                                  | Mounia Golovine                           |                                                    |
| 1967 | Gerações em Conflito                      | Angela Sawyer                             |                                                    |
| 1967 | Peppermint Frappé                         | Elena                                     | Direção: Carlos Saura                              |
| 1968 | Stress Is Three                           | Teresa                                    |                                                    |
| 1969 | La madriguera                             | Teresa                                    | Roteirista                                         |
| 1970 | O Senhor das Ilhas                        | Purity Hoxworth                           |                                                    |
| 1970 | The Garden of Delights                    | Atriz                                     | (sem crédito)                                      |
| 1971 | Tudo Começou Assim                        | Mrs Muller                                |                                                    |
| 1971 | Carlos                                    | Lisa                                      |                                                    |
| 1972 | Innocent Bystanders                       | Miriam Loman                              |                                                    |
| 1972 | É Proibido Procriar                       | Carol McNeil                              |                                                    |
| 1973 | Ana e os Lobos                            | Ana                                       |                                                    |
| 1973 | The Three Musketeers                      | Ana de Áustria, Rainha de Espanha         |                                                    |
| 1974 | A Vingança de Milady                      | Ana da Áustria, Rainha da França          |                                                    |
| 1975 | Cría cuervos                              | Ana A Mãe                                 |                                                    |
| 1975 | Nashville                                 | Opal                                      | Indicada–Globo de Ouro de melhor atriz coadjuvante |
| 1976 | Oeste Selvagem                            | Annie Oakley                              |                                                    |
| 1976 | Welcome to L.A.                           | Karen Hood                                | Indicada–BAFTA de melhor atriz coadjuvante         |
| 1977 | A Magia da Dança                          | Marilyn                                   |                                                    |
| 1977 | Elisa, Vida Minha                         | Elisa Santamaria/Mãe de Elisa             | Direção: Carlos Saura                              |
| 1978 | Remember My Name                          | Emily                                     |                                                    |
| 1978 | Cerimônia de Casamento                    | Rita Billingsley                          | Direção: Robert Altman                             |
| 1979 | Adoption                                  | Catherine                                 |                                                    |
| 1979 | Mamãe Faz 100 Anos                        | Ana                                       | Direção: Carlos Saura                              |
| 1980 | Conflito Sentimental                      | Lucie                                     |                                                    |
| 1980 | A Maldição do Espelho                     | Ella Zieli                                |                                                    |
| 1981 | Retratos da Vida                          | Suzan/Sara Glenn                          |                                                    |
| 1982 | Casting                                   | Atriz                                     |                                                    |
| 1983 | A Vida É um Romance                       | Nora Winkle                               |                                                    |
| 1984 | O Amor Por Terra                          | Charlotte                                 |                                                    |
| 1987 | Incontrolável Paixão                      | Nina Soames                               |                                                    |
| 1988 | A Arte do Amor                            | Nathalie de Ville                         |                                                    |
| 1989 | A Volta dos Mosqueteiros                  | Rainha Anne                               |                                                    |
| 1989 | I Want to Go Home                         | Terry Amstrong                            |                                                    |
| 1990 | Gentille alouette                         | Angela Duverger                           |                                                    |
| 1990 | As Crianças                               | Joyce Wheater                             |                                                    |
| 1991 | Buster's Bedroom                          | Diana Daniels                             |                                                    |
| 1992 | Chaplin                                   | Hannah Chaplin                            | Indicada–Globo de Ouro de melhor atriz coadjuvante |
| 1993 | A Foreign Field                           | Beverly                                   |                                                    |
| 1993 | A Época da Inocência                      | Mrs. Welland                              | Direção: Martin Scorsese                           |
| 1994 | Words Upon the Window Pane                | Senhora McKenna                           |                                                    |
| 1995 | Para recibir el canto de los pájaros      | Catherine                                 |                                                    |
| 1995 | Feriados em Família                       | Aunt Gladys                               | Direção: Jodie Foster                              |
| 1996 | Jane Eyre - Encontro com o Amor           | Senhora Scatcherd                         | Direção: Franco Zeffirelli                         |
| 1997 | The Odyssey                               | Aurichlea                                 | Direção: Andrey Konchalovsky                       |
| 1997 | Madre Teresa - em Nome dos Pobres de Deus | Madre Teresa                              |                                                    |
| 1998 | A Vingança de Bette                       | Adeline Hulot                             |                                                    |
| 1999 | Caminhando com Leões                      | Victoria Anrecelli                        |                                                    |
| 1999 | Beresina, ou os Últimos Dias da Suíça     | Charlotte De                              |                                                    |
| 2001 | Just Run!                                 | Madre                                     |                                                    |
| 2002 | Dinotopia                                 | Avó                                       |                                                    |
| 2002 | Cidade Sem Limites                        | Marie                                     | Goya de melhor atriz coadjuvante                   |
| 2002 | Fale com Ela                              | Katerina Bilova                           | Direção: Pedro Almodóvar                           |
| 2002 | The Faces of the Moon                     | Joan Turner                               |                                                    |
| 2004 | The Bridge of San Luis Rey                | A abadessa                                |                                                    |
| 2005 | Heidi                                     | Rottenmeier                               |                                                    |
| 2005 | Oculto                                    | Adela                                     |                                                    |
| 2005 | 100 Escovadas Antes de Dormir             | Vó Elvira                                 |                                                    |
| 2005 | BloodRayne                                | Fortune Teller                            |                                                    |
| 2007 | O Orfanato                                | Aurora                                    | Indicada–Goya de melhor atriz coadjuvante          |
| 2007 | Teresa, el cuerpo de Cristo               | Priorado do convento                      |                                                    |
| 2007 | Miguel y William                          | A dona                                    |                                                    |
| 2007 | Los Totenwackers                          | Salgado                                   |                                                    |
| 2008 | Art of Las Vegas                          | Frances Church-Chappel                    |                                                    |
| 2008 | Parlami d'amore                           | Amelie                                    |                                                    |
| 2008 | Diario de una ninfomana                   | Vovó Val                                  |                                                    |
| 2008 | Brontë                                    | Tia Elizabeth                             |                                                    |
| 2008 | Imago Mortis                              | Condessa Orsini                           |                                                    |
| 2010 | O Lobisomem                               | Maleva                                    |                                                    |
| 2010 | Encontrarás Dragões – Segredos da Paixão  | Abileyza                                  |                                                    |
| 2012 | O Impossível                              | Senhora                                   |                                                    |
| 2013 | The Return                                | Coco Chanel                               | Curta-metragem                                     |
| 2013 | Three-60                                  | Jean Christophe                           |                                                    |
| 2013 | Meu Outro Eu                              | Mrs. Brennan                              |                                                    |
| 2014 | Amapola                                   | Memé                                      |                                                    |
| 2014 | Dólares de Areia                          | Anne                                      | Indicada–Prêmio Ariel de melhor atriz              |
| 2015 | Marguerite & Julien                       | Mãe de Lefebvre                           |                                                    |
| 2015 | Valentin Valentin                         | Jane                                      |                                                    |
| 2015 | O Quarto Proibido                         | A Mestre Paixão / Enfermeira / Tia Chance |                                                    |
| 2016 | Sete Minutos Depois da Meia-Noite         | A professora                              |                                                    |
| 2016 | Sing - Quem Canta Seus Males Espanta      | Stella (voz)                              |                                                    |
| 2017 | Laços de Amor                             | Germaine                                  |                                                    |
| 2018 | Jurassic World: Reino Ameaçado            | Iris                                      |                                                    |
| 2018 | Red Land                                  | Giulia Visantrìn Adulta                   |                                                    |
| 2019 | Holy Beasts                               | Vera V.                                   |                                                    |
| 2019 | The Barefoot Emperor                      | Lady Liz                                  |                                                    |